# Tatiana Botnariuc
Tatiana Botnariuc (în rusă Татьяна Владимировна Ботнарюк; n. 8 mai 1967, Dondușeni) este o politiciană din Republica Moldova, fost deputat în Parlamentul Republicii Moldova din 2009 până în 2014, aleasă pe lista Partidului Comuniștilor din Republica Moldova (PCRM). În parlament a făcut parte din Comisia protecție socială, sănătate și familie.
Pe 9 iunie 2012, împreună cu Oleg Babenco și Vadim Mișin a părăsit PCRM, declarând că va rămâne în Parlamentul Republicii Moldova ca deputat independent. Mai târziu, în același, cei trei au fondat Partidul «Renaștere-Возрождение», Vadim Mișin fiind ales președinte, iar Tatiana Botnariuc regăsindu-se în Biroul Consiliului Republican al partidului.